# Trimeresurus toba
Trimeresurus toba là một loài rắn trong họ Rắn lục. Loài này được David Petri, Vogel & Doria mô tả khoa học đầu tiên năm 2009.